# KKnD (серія)
KKnD, або Krush, Kill 'n' Destroy — серія відеоігор, постапокаліптичних стратегій в реальному часі, розроблених Beam Software. Перша гра KKnD була випущена в 1997 році, а продовження - KKND 2: Krossfire — в 1998 році. До кінця 1997 року також вийшла KKnD Xtreme — розширена версія оригінальної гри, яка включала додаткові місії і удосконаленя.
Всі ігри серії мають унікальні кампанії для кожної з фракцій та можливість багатокористувацької гри.

## Ігри серії
- KKnD (1997)
- KKnD Xtreme (1997)
- KKnD 2: Krossfire (1998)
- KKnD: Infiltrator (1999, скасований спін-офф)

## Ігровий процес
Ігровим процесом KKnD схожа на інші RTS, такі як Command & Conquer та StarCraft, створені Westwood та Blizzard відповідно. Гравець виступає в ролі воєначальника, що використовує ресурси для спорудження будівель, які можуть створювати бойові одиниць і транспортні засоби. Їх він використовує для оборони і знищення противників чи виконання іншого поставленого завдання. Як і в серії ігор Z, геймплей в KKnD містить комедійні і пародійні елементи.

### Армії
У KKnD і KKnD Xtreme, гравець може вибрати або «Вцілілих» (Survivors) — людей, які мають доступ до технологій, або «Розвинених» (Evolved) — мутантів, які залишилися в живих після ядерних вибухів. У KKnD 2: Krossfire, стає доступна армія технологічно просунутих роботів: «Серія 9». Кожна армія має свій асортимент приладів та транспортних засобів.

## Сюжет
У 2079 році нашої ери настала ядерна війна, яка винищила чверть населення світу майже миттєво. Інфраструктура зруйнувалася, а мутагенні віруси інфікували людей і тварин. Більшість вижилих після війни назвали себе «Вцілілими» і оселилися під землею. Решта ж мутували від вірусів і радіоактивних опадів, тому назвали себе «Розвиненими». У 2141 підземні жителі прориваються на поверхню після життя під землею протягом десятиліть і виявляють, що вона вже зайнята «Розвиненими»
Між ними спалахує боротьба за володіння планетою, а багато років по тому третя фракція вступила в конфлікт: «Серія 9». Це сільськогосподарські роботи, що розвинулися в передові бойові машини.